# مرابطون (گروه جهادی)
مُرابطون یک گروه تروریستی در  شمال آفریقا است که در سال ۲۰۱۳ با ادغام سازمان‌های جماعت توحید وجهاد در غرب آفریقا و جماعت ملثمون تشکیل شد. بیشتر اعضای این گروه از طوارق شمال مالی هستند اما افرادی از الجزایر و تونس و کشورهای دیگر نیز در آن عضویت دارند. محل عملیات‌های این گروه نیز در شمال مالی است. سازمان ملل، ایالات متحده، بریتانیا، کانادا و استرالیا این گروه را به عنوان سازمانی تروریستی می‌شناسند.
در ۱۴ مه ۲۰۱۵ عدنان ابوولید رهبر این سازمان در یک پیام صوتی اعلام کرد که با ابوبکر البغدادی بیعت کرده و به دولت اسلامی تحت خلافت وی وفادار است اما چند روز بعد مختار بالمختار از بنیان‌گذاران این گروه بیعت با دولت اسلامی را رد کرد که نشانه‌ای از تفرقه در سازمان مرابطون بود.
روز ۲۲ ژوئیه مرابطون در پیامی اعلام کرد که عدنان ابوولید را از رهبری سازمان عزل کرده و مختار بلمختار با کنیه خالد ابوعباس را به رهبری برگزیده‌است. سازمان در این پیام اعلام کرد که همچنان به بیعت خود القاعده وفادار است و از سازمان دولت اسلامی تبری می‌جوید و اقدامات آن را مخالف شرع می‌داند. مرابطون در این پیام از همه مجاهدان خواست که با وحدت کلمه و زیر پرچم واحد برای بازگرداندن عصر خلفای راشدین تلاش کنند.
در ۲۰ نوامبر ۲۰۱۵ در اثر گروگان گیری نزدیک ۲۰۰ نفر در هتل رادیسون بلو باماکو پایتخت مالی و حمله نیروهای وِیژه به هتل برای نجات گروگان‌ها دست کم ۲۰ تن از جمله چند خارجی کشته شدند. گروه مرابطون مسئولیت این حمله را بر عهده گرفت.
این گروه نام خود را از دودمان مرابطون گرفته که در قرن ۱۱ و ۱۲ میلادی بر شمال آفریقا حکومت می‌کردند.